# Публије Хереније Дексип
Публије Хереније Дексип  - атински историчар 3. века. 
Значајни фрагменти из његовог дела „Скитика” сачувани су у палимпсесту Кодекс Виндобоненсис хисторикус гр. 73 (Codex Vindobonensis historicus gr. 73); остала његова дела позната су из одломака других аутора.

## Биографија
Дескип, син Птоломеја из града Атине, био је познати беседник и историчар, за шта га је Атина за живота наградила подизањем статуе. Сачувана је мермерна подлога са натписом:
„По наређењу Ареопагског савета и савета од седам стотина педесет и Атинског Дима, Публија Херенија Дескипа, сина Птоломејевог, наследног реторичара и писца, који је добио титулу базилеја између Тезмотета и титулу архонта епонима, који је командовао и био агонотетос на великом панатинајском боја наследници су одликовала за његову храброст. 
Град Кекроп је изродио људе познате по својој храбрости, речима и саветима; међу њима је и Дескип који је сабрао дугу историју векова и јасно је представио. Једно је сам видео, а друго је узео из књига и открио разноврстан пут историје. Наравно, био је славан човек који је далеко видео и спознао вековна дешавања. Чувен је по својој слави у Хелади; то му је поново стекла историја. Зато су наследници, враћајући дуг према славном родитељу, подигла његов лик од мермера у његову част.“
Познато је да је током Скитских ратова Дексип предводио одред Атињана од 2.000 људи у борби против варвара Херула, који су око 268. године заузели Атину. Писац 4. века Требелије Полион је у свом есеју „Две Галијене“ говорио о Дескипу на следећи начин: „Готи су опустошили Кизик и Азију, а затим и целу Ахају. Победио их је атински вођа Дексип, историчар тог времена“.
Фотије је у својим писмима високо ценио радове историчара: „Стил се одликује неуметношћу и тежином; и можемо рећи: ово је други Тукидид, али јасно изражен.” Према рецензији Фотија, Декип је написао 3 дела:
- „О догађајима после Александра“ (Τα μετα Αλεξανδρον) у 4 књиге.
- „Скитски рат” (Τα Σκυθικα): о рату Скита (Гота, Херула и других варвара) са Римским царством у 3. веку (види Скитски рат 3. века).
- „Кратки историјски есеј” (Συντομον ιστορικον) или „Хроника” (Χρονικη): површан опис главних догађаја у историји од митских времена до цара Клаудија ИИ (268-270).

Историчар Еунапије је детаљно описао стил писања и начин израчунавања хронологије Дескипове хронике.